# يلينا ميلاشينا
يلينا ميلاشينا (بالروسية: Милашина، bornлена، من مواليد عام 1978) هي صحفية تحقيقات روسية تعمل لصالح صحيفة نوفايا جازيتا. حصلت ميلاشينا في أكتوبر 2009 على جائزة هيليسون دي فورجيس من هيومن رايتس ووتش عن نشاطها الاستثنائي. واصلت إلينا التحقيقات التي بدأتها زميلتها آنا بوليتكوفسكايا، التي اغتيلت على إثرها في موسكو (موسكو) في عام 2006، وأكملت أيضًا تحقيقاتها المستقلة الخاصة في الأحداث الواقعة بشمال القوقاز.
في الصباح الباكر من يوم 5 أبريل 2012، تعرضت ميلاشينا إلى جانب صديقتها إيلا أسويان لهجوم من قبل مجهولين في حي بلاشيكا في موسكو.
حصلت إيلينا ميلاشينا في عام 2013 على جائزة نساء الشجاعة الدولية.

## روابط خارجية
- Milashina Speaks Out on Alarming Rise in Murders, Threats Against Critics of Government Abuses in North Caucasus - video report by الديمقراطية الآن!